# غيليس فورتين
غيليس فورتين هو سياسي كندي، ولد في 8 فبراير 1946 في مونتريال في كندا. حزبياً، نشط في حزب كيبيك الليبرالي. وقد انتخب عضو الجمعية الوطنية في كيبك ‏.